# Eristalis tenax
Eristalis tenax là một loài ruồi trong họ Ruồi giả ong (Syrphidae). Loài này được Linnaeus mô tả khoa học đầu tiên năm 1758. Eristalis tenax phân bố ở vùng Tân Nhiệt đới

## Hình ảnh

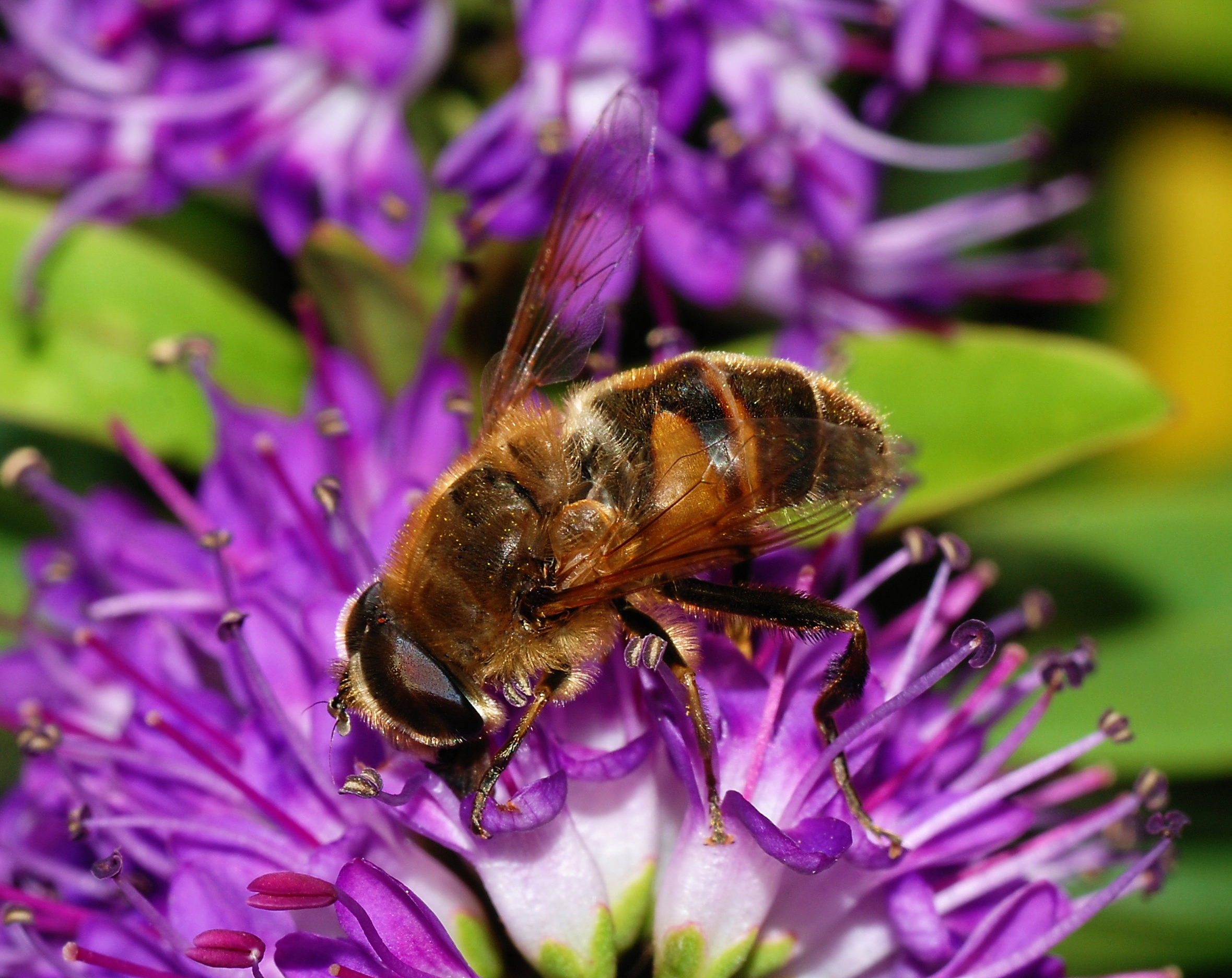
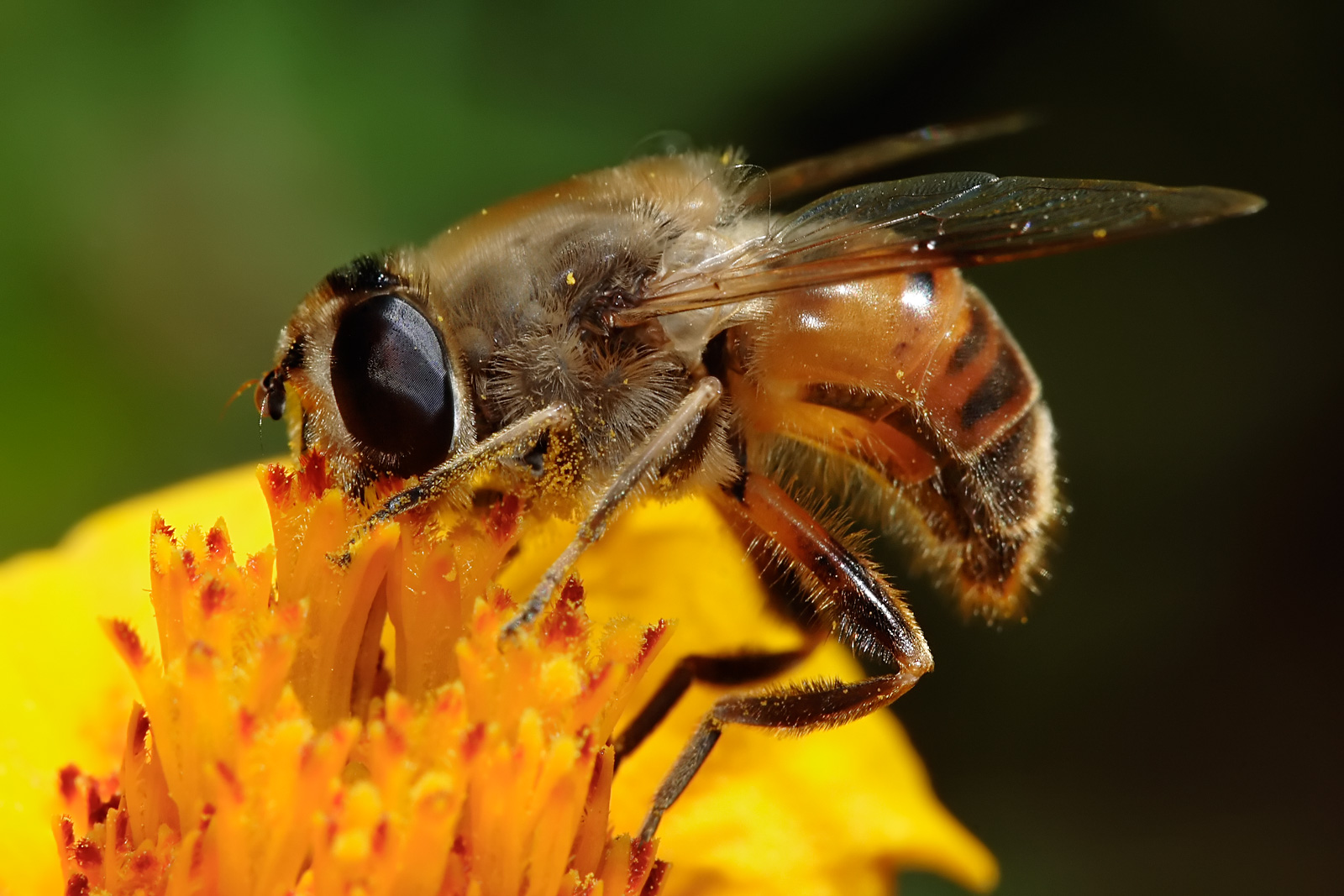
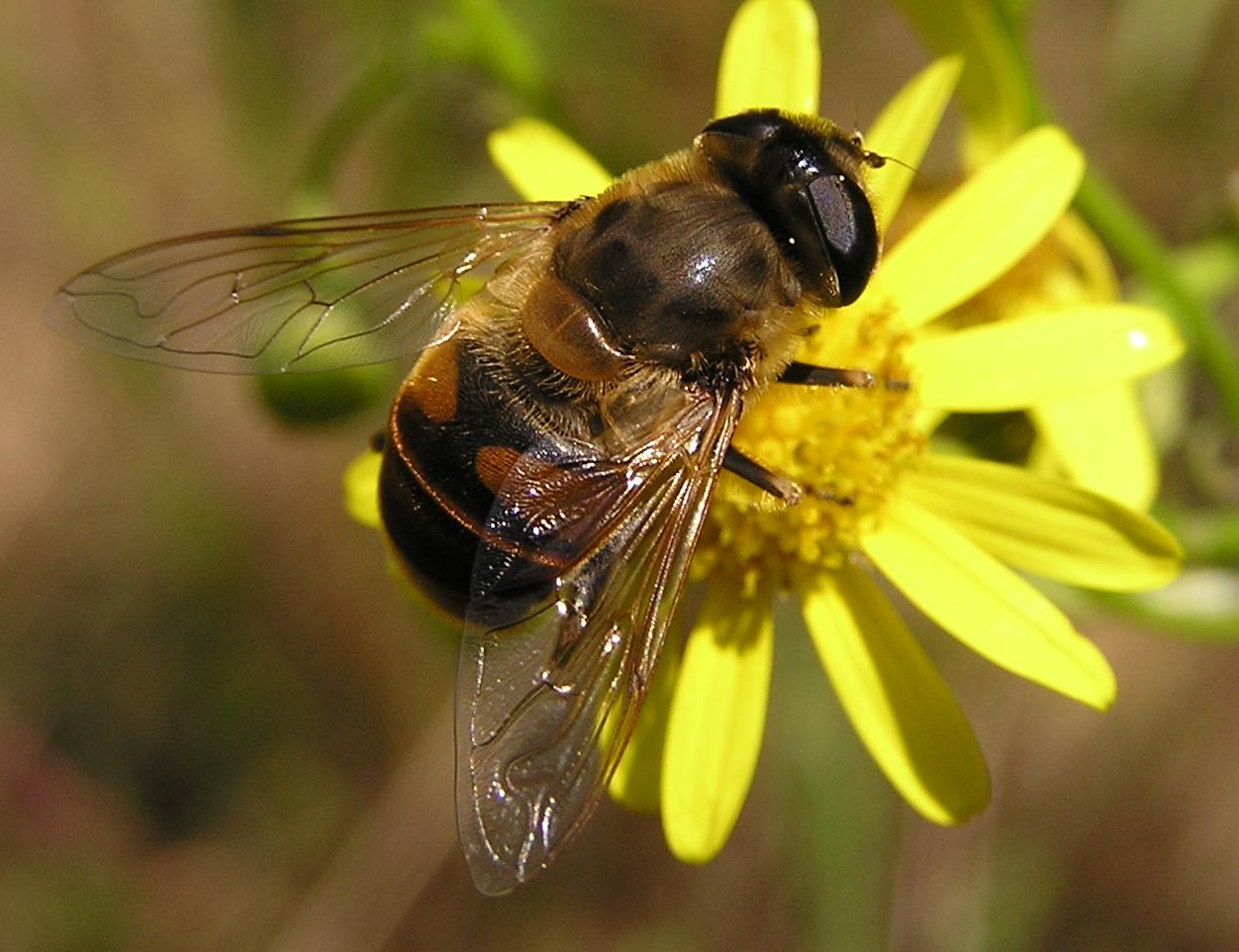
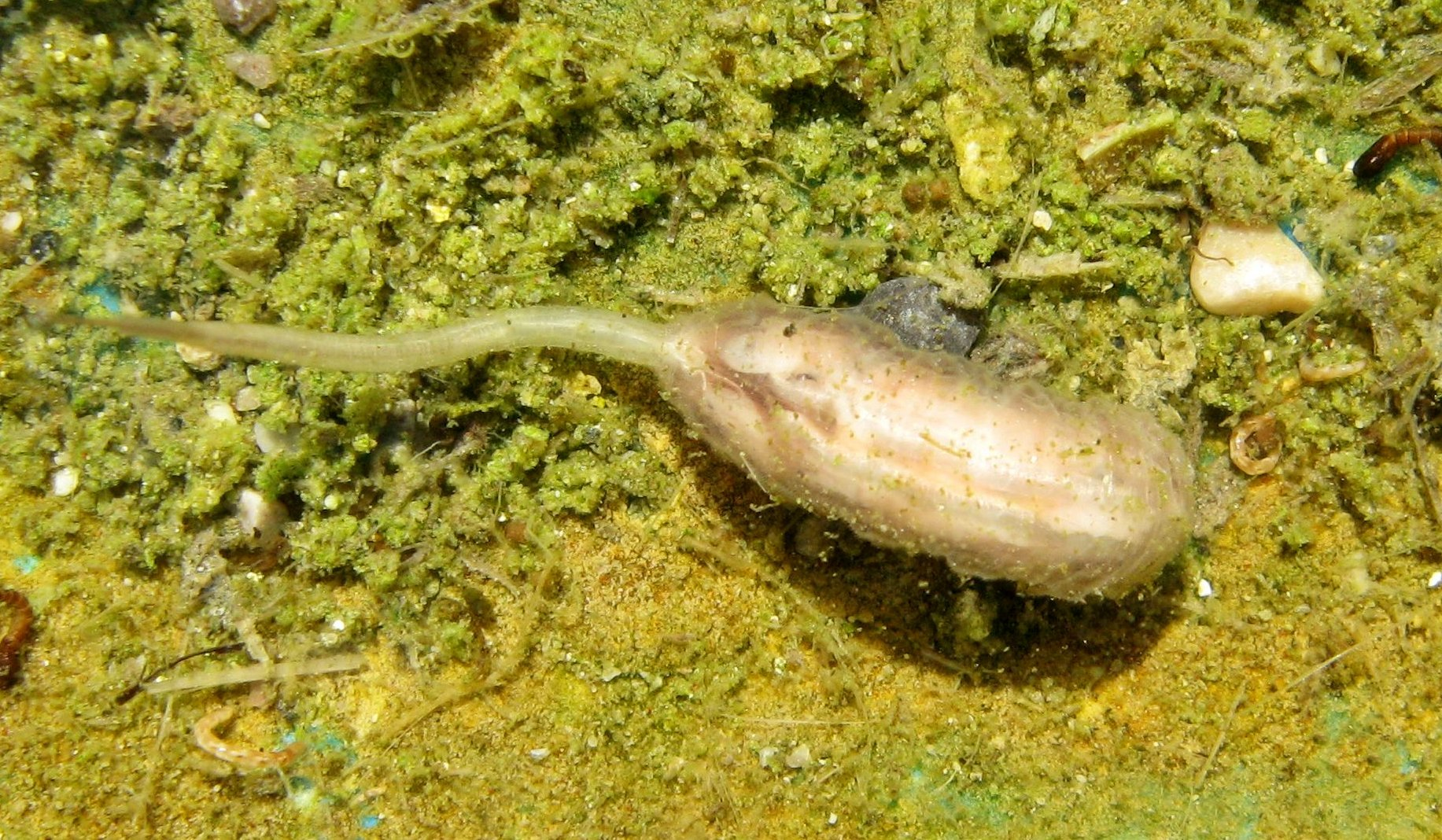
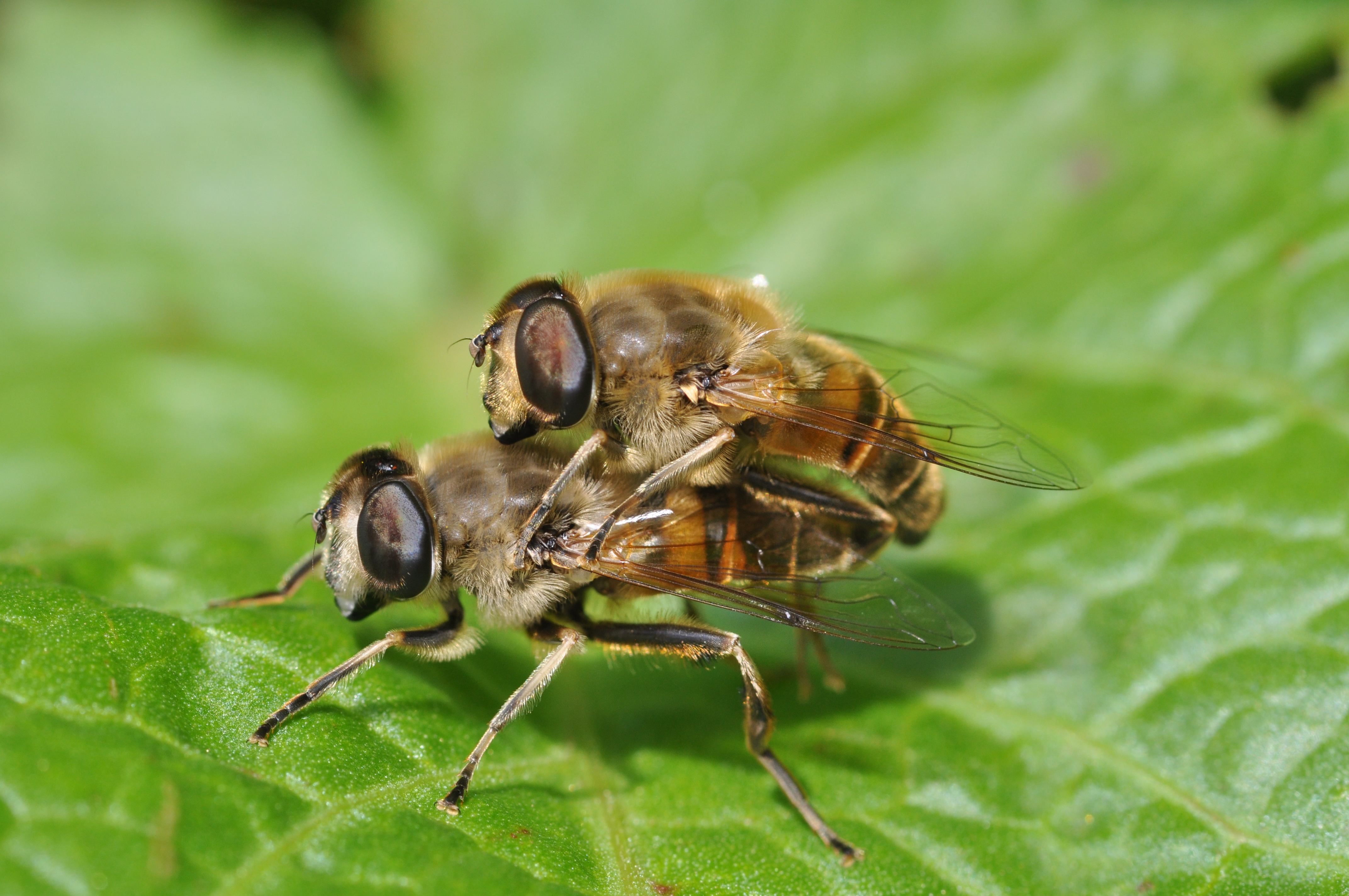
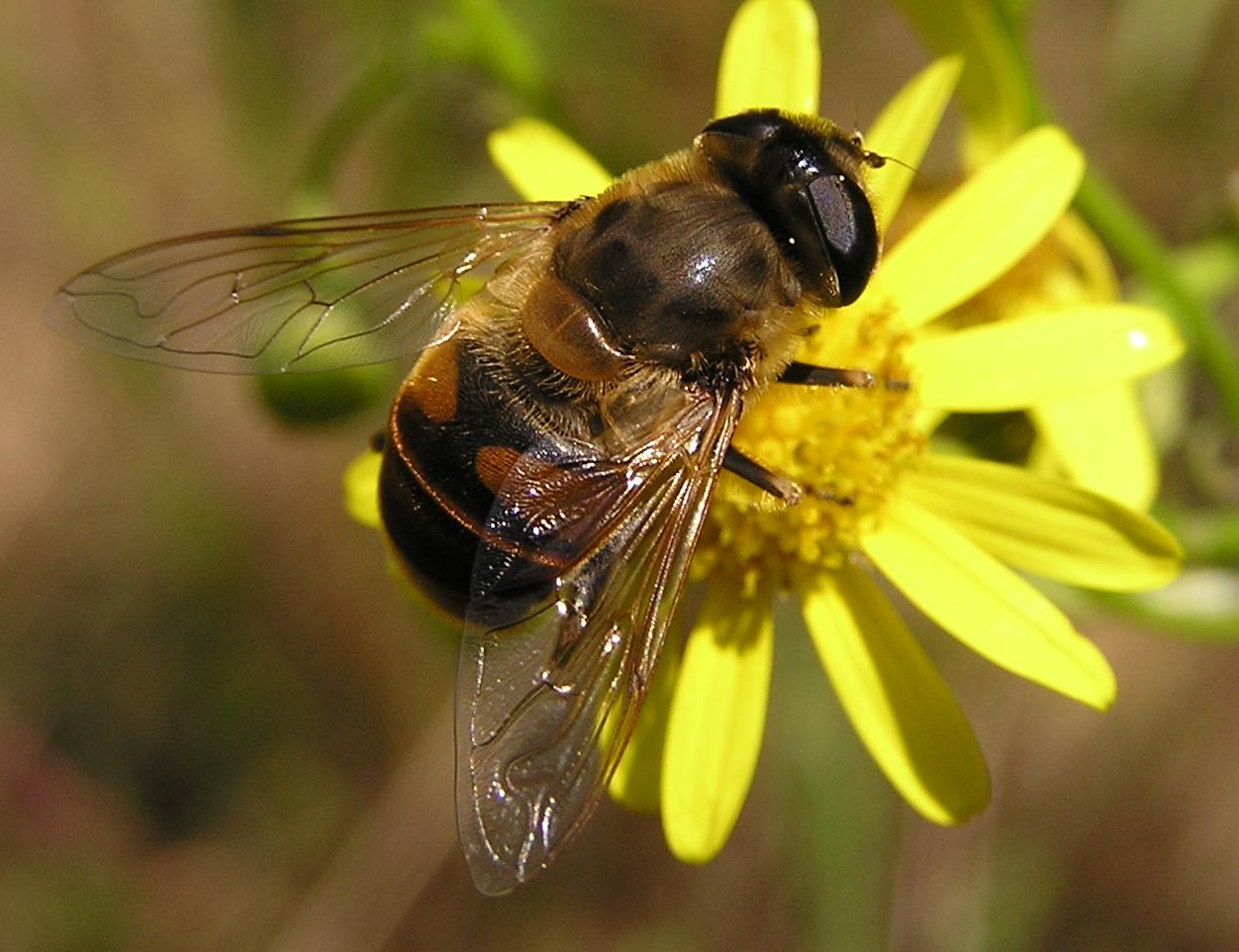
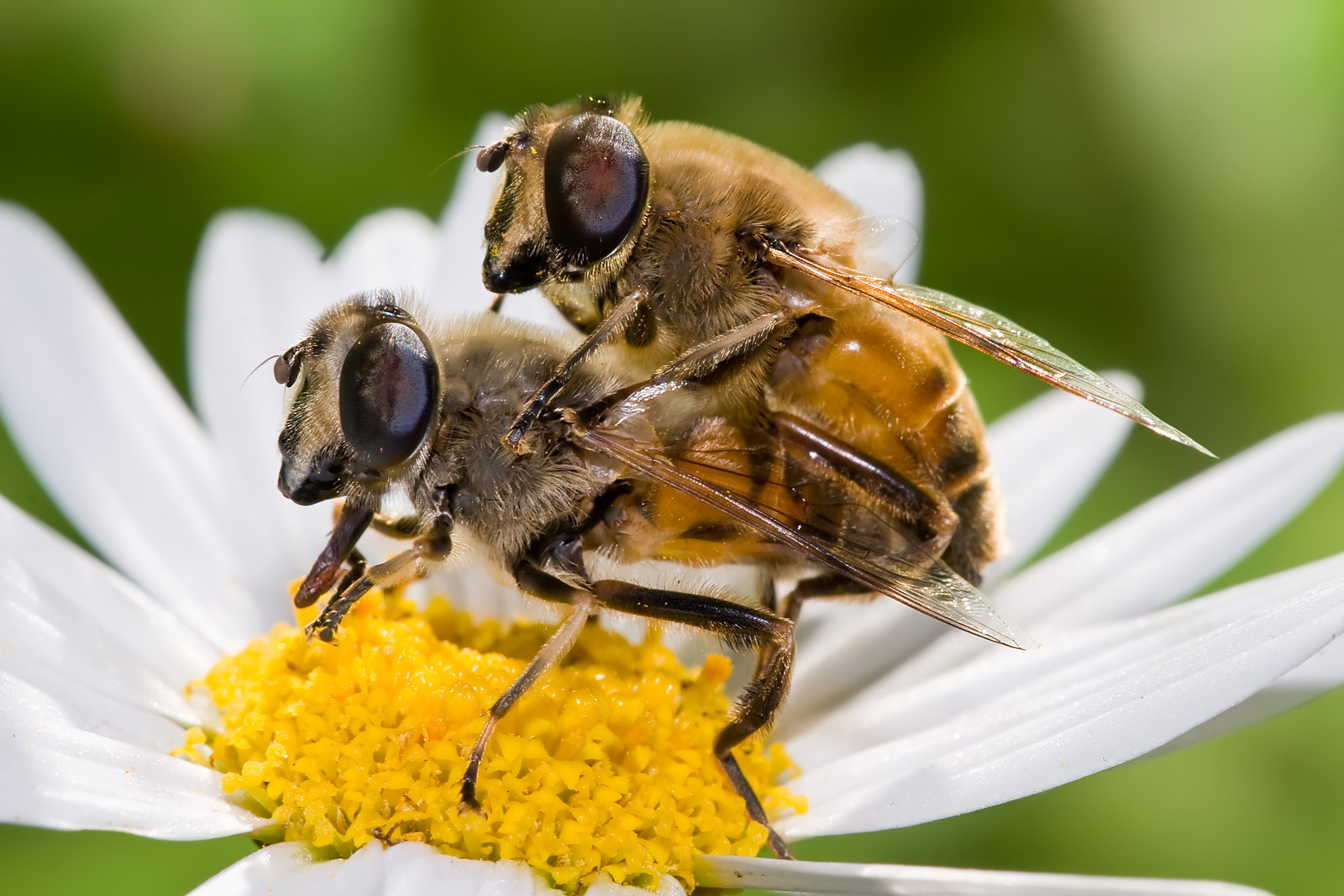
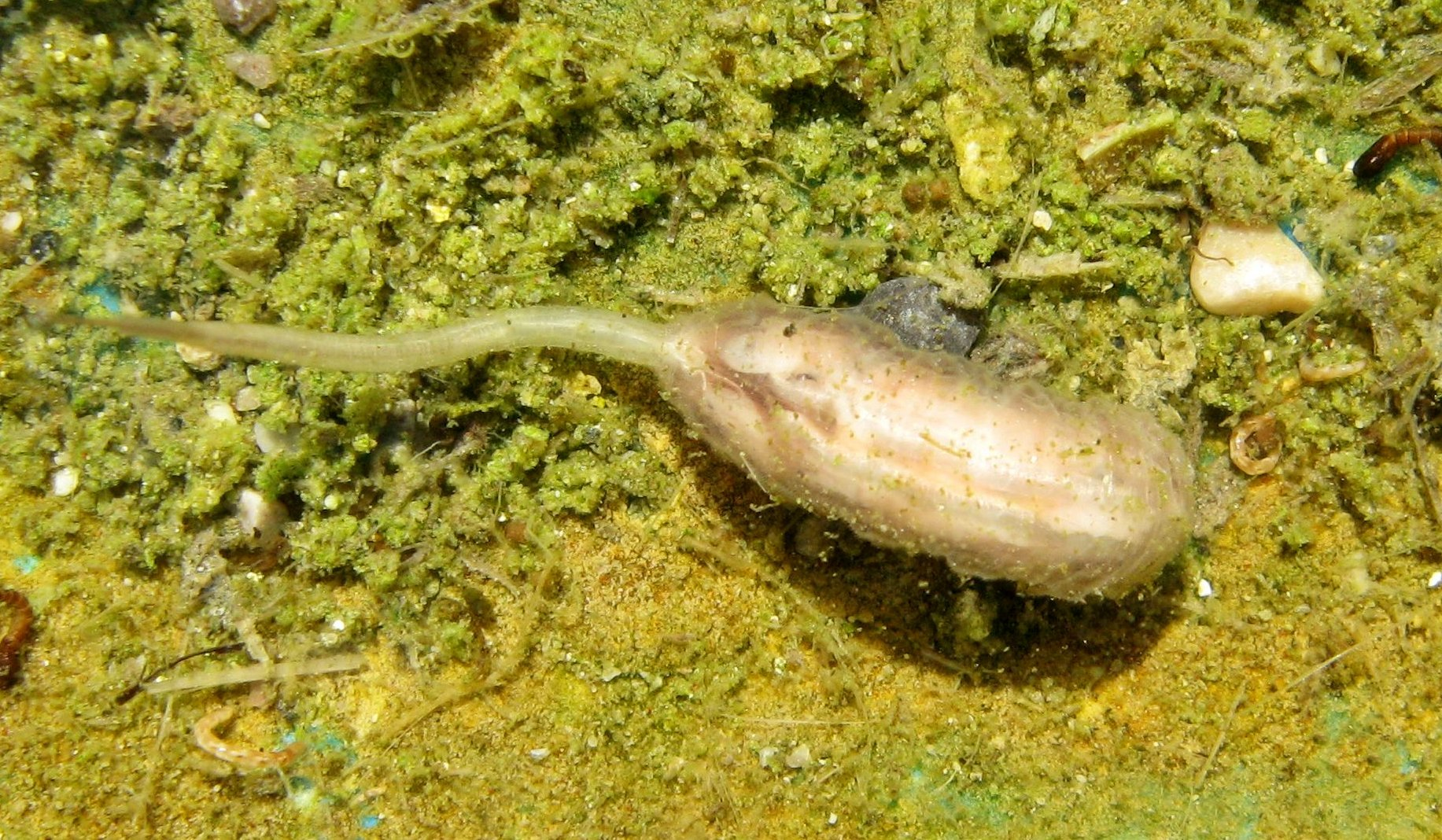